# 富士駅

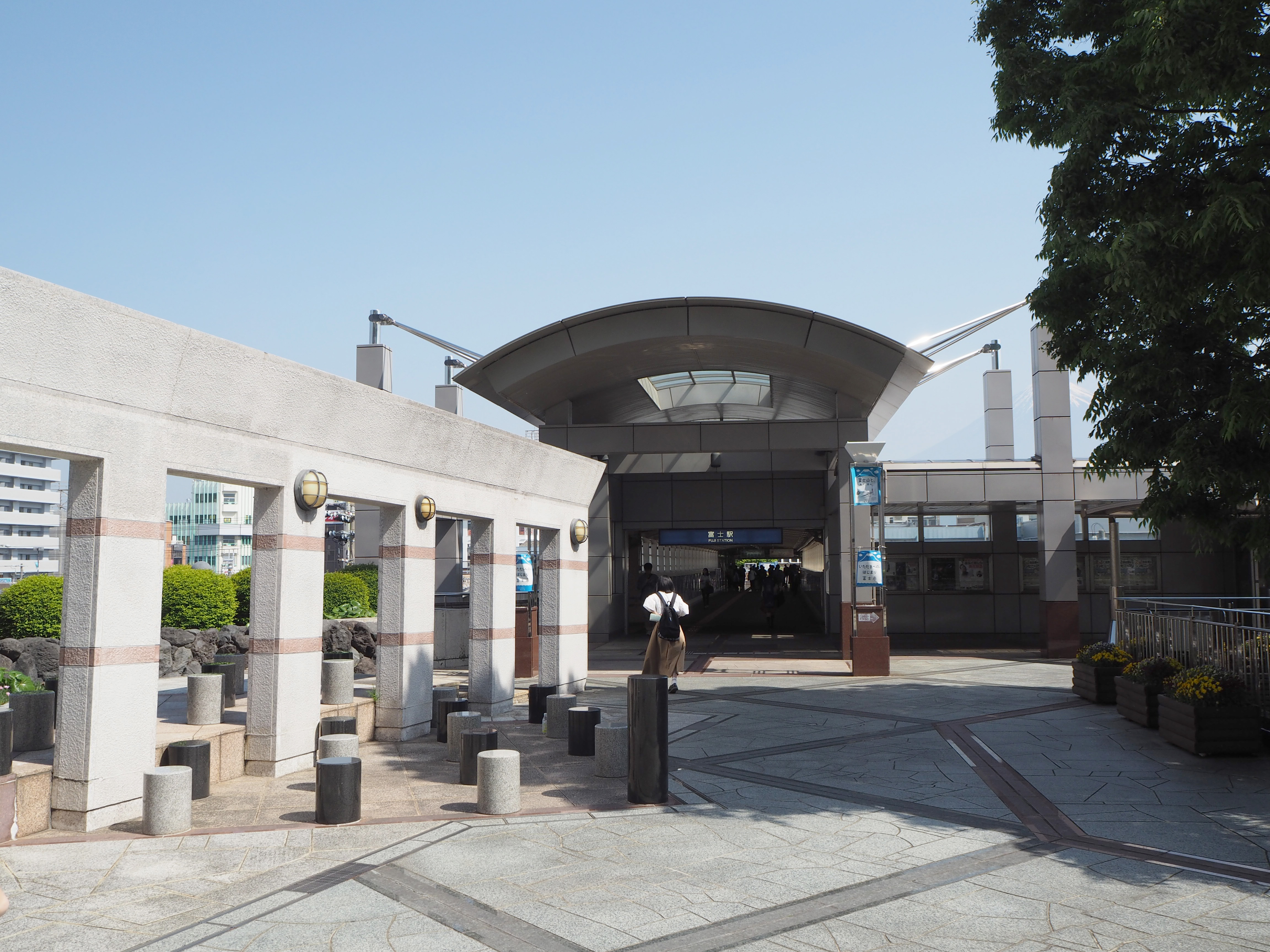
南口（2018年4月）

富士駅（ふじえき）は、静岡県富士市本町にある、東海旅客鉄道（JR東海）・日本貨物鉄道（JR貨物）の駅である。

## 概要
富士駅は、静岡県東部の中心都市の一つである富士市の代表駅である。富士市が製紙の町と呼ばれるだけあって、駅周辺には多数の製紙工場が存在する。富士駅は1909年（明治42年）4月に鉄道院（日本国有鉄道の前身組織）の駅として開業し、富士身延鉄道（身延線）の乗り入れ・同線の国有化を経て、1987年（昭和62年）4月の国鉄分割民営化によりJR東海とJR貨物の駅となった。民営化後も東海道本線と身延線が接続する旅客駅として、また富士市周辺の貨物を取り扱う貨物駅として機能している。なお、JR貨物が第二種鉄道事業の免許を有しているのは東海道本線のみであり、身延線での貨物の営業は行われていない。
富士駅の事務管コードは、▲520107である。

### 乗り入れ路線
東海道本線を所属線としており、同線と、当駅を起点とする身延線の2路線が乗り入れる。かつては東海道本線で運行される優等列車が多数停車していたが、東海道新幹線の開業後、その数を減らした。2024年5月現在停車する優等列車は、静岡と甲府を結ぶ「ふじかわ」、東京と出雲市駅・高松駅を結ぶ寝台特急「サンライズ出雲」・「サンライズ瀬戸」の3種類である。
東海道本線にはCA08、身延線にはCC00の駅番号がそれぞれ設定されている。

## 歴史
東海道本線の沼津 - 静岡間は1889年（明治22年）に開通した。同時に両隣の吉原駅・富士川駅（当時は鈴川駅・岩淵駅）が開業したが、富士駅は開設されなかった。その後、加島村（現・富士市）と地元有志による熱心な誘致活動が行われた結果、路線開通の20年後の1909年（明治42年）に富士駅は開業した。加島村の中央に位置するので「加島駅」と名づけるよう請願があったが、富士山や富士川から「富士駅」と命名された。なお、同時に誘致活動が行われた製紙工場（富士製紙第八工場、後の王子製紙富士工場）も同時期に操業を開始している。
駅開設の翌年・1910年（明治43年）には馬車鉄道の富士鉄道が駅前に乗り入れ、東海道本線と大宮町（現・富士宮市）を結ぶ馬車鉄道の乗換駅となった。馬車鉄道は富士身延鉄道に譲渡されたのち1913年（大正2年）に蒸気鉄道に改修され、駅に乗り入れるようになった。富士身延鉄道は1938年（昭和13年）に国に借り上げられ（1941年に正式に国有化）身延線となり、国有鉄道の路線網に組み込まれた。

### 年表
- 1909年（明治42年）4月21日：国有鉄道東海道線（同年に東海道本線に改称）の駅として開業[3]。旅客・貨物営業を開始[3]。
- 1910年（明治43年）4月17日：駅前に富士鉄道（馬車鉄道）が乗り入れ[4]。
- 1913年（大正2年）7月20日：富士身延鉄道の富士駅が開業（一般駅）[5]、同社線（身延線の前身）が富士宮駅まで開通[6]。馬車鉄道は廃止。
- 1927年（昭和2年）6月20日：富士身延鉄道の電化[4]に伴い、富士身延鉄道側の駅構内を電化。
- 1938年（昭和13年）10月1日：富士身延鉄道が国に借り上げられ、身延線に[6]。
- 1941年（昭和16年）5月1日：富士身延鉄道が正式に国有化[6]。
- 1949年（昭和24年）2月1日：沼津 - 静岡間の電化に伴い、駅構内を電化。
- 1951年（昭和26年）8月15日：大昭和製紙（現在の日本製紙）富士工場専用線が運行開始。
- 1964年（昭和39年）11月：2代目の駅舎に改築[2]。
- 1969年（昭和44年）9月28日：身延線富士 - 竪堀（入山瀬）間経路変更・複線化[7]。これにより、それまで駅から東側に向かっていた身延線の線路が、現行の西回りに切り替えられた。
- 1971年（昭和46年）8月1日：コンテナ基地開所。
- 1972年（昭和47年）10月1日：旅行センター開業[8][9]。
- 1986年（昭和61年）11月1日：荷物の取扱を廃止[3]。
- 1987年（昭和62年）4月1日：国鉄分割民営化により、JR東海・JR貨物が継承[3]。
- 1993年（平成5年）1月30日：自動改札機を導入[10]。
- 2007年（平成19年）3月18日：夜行快速「ムーンライトながら」の上り列車（東京行き）の停車駅から外れる（下りは継続）。
- 2008年（平成20年）3月1日：東海道本線でTOICAのサービス開始。
- 2009年（平成21年）12月4日：ASTY富士がオープン[11]。

## 駅構造

### ホーム・駅構内
地上駅であり、東西方向に伸びる島式ホーム3面6線を有する。乗り場は北側から1番線・2番線の順で、6番線まである。
構内北側にある身延線用の1番線・2番線は行き止まり式のホームであり、ホームの吉原駅側（東側）に車止めが設置されている。3 - 6番線は東海道本線用のホームであり、内側の4・5番線が東海道本線の本線、3・6番線が副本線である。また、駅構内には複数の側線や貨物設備がある。
駅西方の東海道本線沿いには富士運輸区の電車留置線が広がっている。ここへの路線は、身延線から分岐している。
1969年まで身延線は現在とは反対方向に線路が伸びており、富士宮駅まで単線であったが、大石寺へ参詣する東京方面からの団体臨時列車が富士駅構内で貨物列車並みの複雑な入換作業を行って転線する必要があったため、富士市内の立体交差化事業とあわせ、これまでとは逆方向に複線で線路を伸ばす形に改められている。
| 番線 | 路線          | 方向 | 行先           | 備考                |
| ---- | ------------- | ---- | -------------- | ------------------- |
| 1・2 | CC 身延線     | -    | 身延・甲府方面 | 一部の普通は3番線   |
| 3    | CA 東海道本線 | 上り | 沼津・熱海方面 | 副本線              |
| ４   | CA 東海道本線 | 上り | 沼津・熱海方面 |                     |
| 5    | CA 東海道本線 | 下り | 静岡・浜松方面 | 静岡行き特急は2番線 |
| ６   | CA 東海道本線 | 下り | 静岡・浜松方面 | 副本線              |

（出典：JR東海:駅構内図）
- 特急「ふじかわ」は両方向とも身延線ホームの2番線に発着する。
- 2024年3月現在で3番線を発着する東海道本線の定期列車は、7:33発熱海行（身延線西富士宮始発）、8:04発沼津行、13:11発三島行（当駅始発）、14:06発三島行（当駅始発）の4本である。[12]。
- 2024年3月現在で6番線を発着する定期列車は、7:11発浜松行と19:41発豊橋行の2本（いずれも土休日運休、ホームライナーを待避）である[13]。
- 2024年3月16日のダイヤ改正以前は、身延線から直通の東海道本線下り普通列車が、東海道本線上りホームの3番線から発車していた。（かつては富士始発の東海道本線下り列車も3番線から発車していた。）
- 下り本線から上りホーム、身延線ホームへと直接転線できないため、熱海方面からの当駅止まり、回送列車は一度富士川駅まで回送され再び回送で当駅まで戻り、身延線、東海道本線上り運用に就く。(かつては5・6番線からの身延線列車および東海道本線上り列車もあったが、2024年3月現在定期運用は存在しない。)
- 2024年3月16日のダイヤ改正以降、3・4番線から発車する東海道本線下りおよび5・6番線から発車する東海道本線上り定期列車は設定されていないが、臨時列車や一部区間の運転見合わせ時は設定されることがある。
  - 例として、2014年10月の台風18号で由比－興津間において“のり面”が崩壊し不通となった際、当駅で系統分断の上、3・4番線に蒲原・由比方面行きの臨時列車を、5・6番線に沼津・熱海方面行きの普通列車を発着させ、折り返し運転をさせる運用を暫定的に行った。

### 駅舎・設備
富士駅の駅舎は南北自由通路を併設する橋上駅舎である。この駅舎は富士駅の駅舎としては2代目のもので、1964年（昭和39年）に建設された。
橋上駅舎は1・2番線ホーム上空から3・4番線ホーム上空にかけて設けられている。駅舎からは構内の南北に向かって通路が伸びており、南口と北口が開設されている。改札口は1か所で、自動改札機が導入されている。駅舎内部にはJR全線きっぷうりばや自動券売機の設置がある他、ASTY富士が入居している。
駅構内のエレベーターは合計で3基あり、改札口と各ホームを結んでいる。これらのエレベーターは、2002年（平成14年）度から2003年（平成15年）度にかけて新設された。この他、駅舎の北口と南口にもエレベーターが整備されている。
富士駅はJR東海による直営駅（駅長・駅員配置駅）である。管理駅として、東田子の浦駅・吉原駅を管理している。
1番線・2番線ホームの甲府・富士宮方に、立ち食いそば・うどん店・駅弁販売店がある。

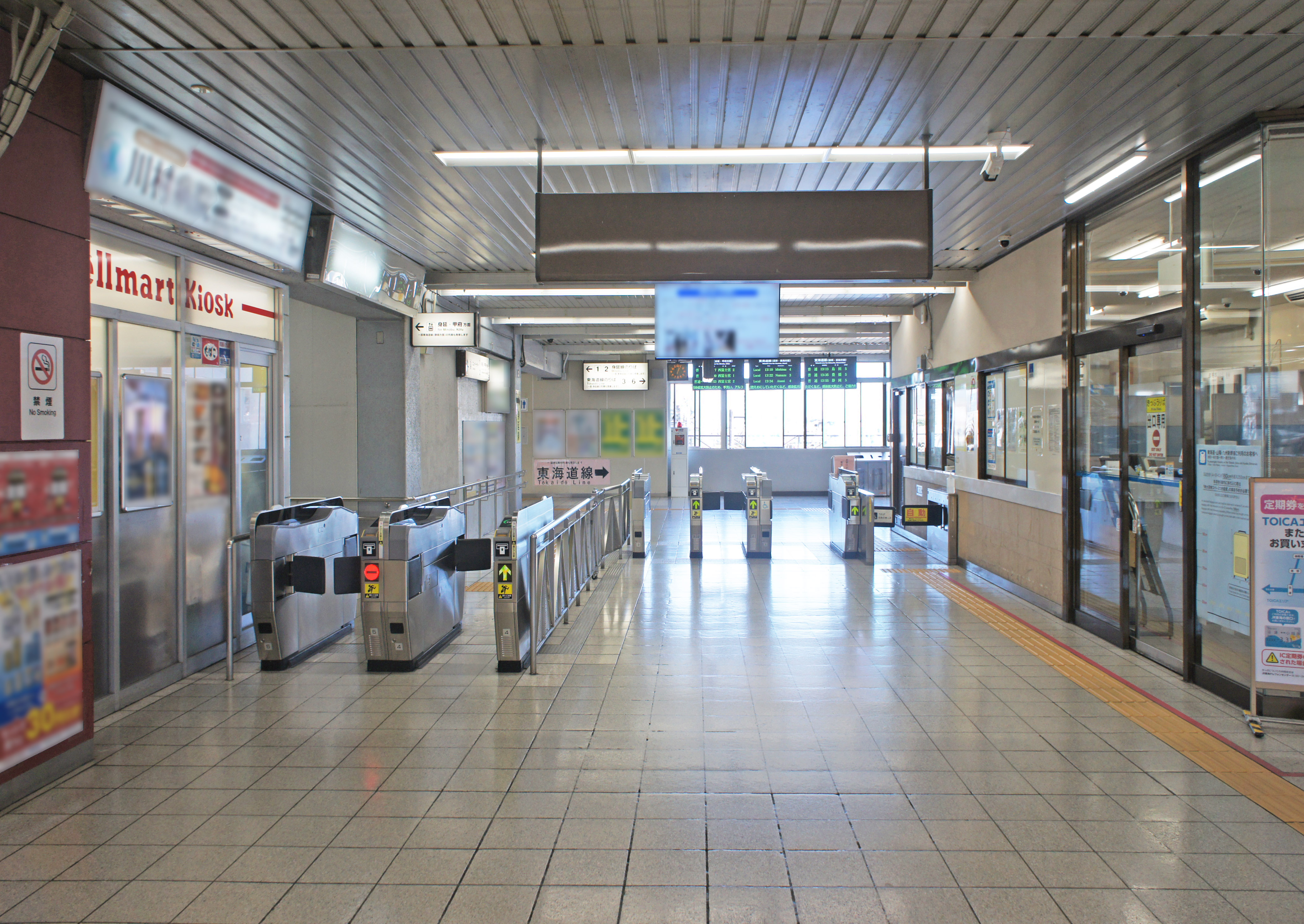
改札口（2022年7月）
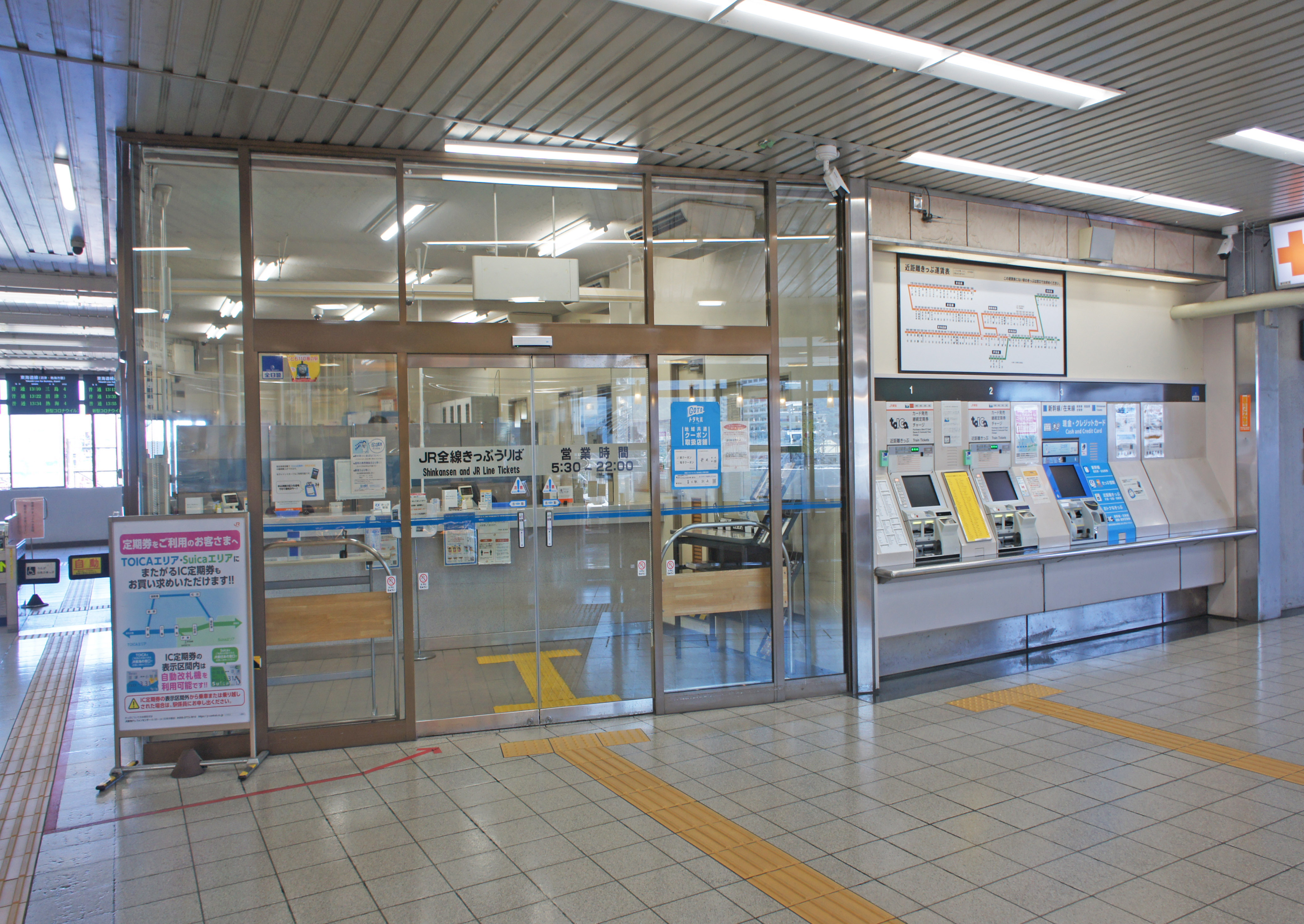
切符売り場（2022年7月）
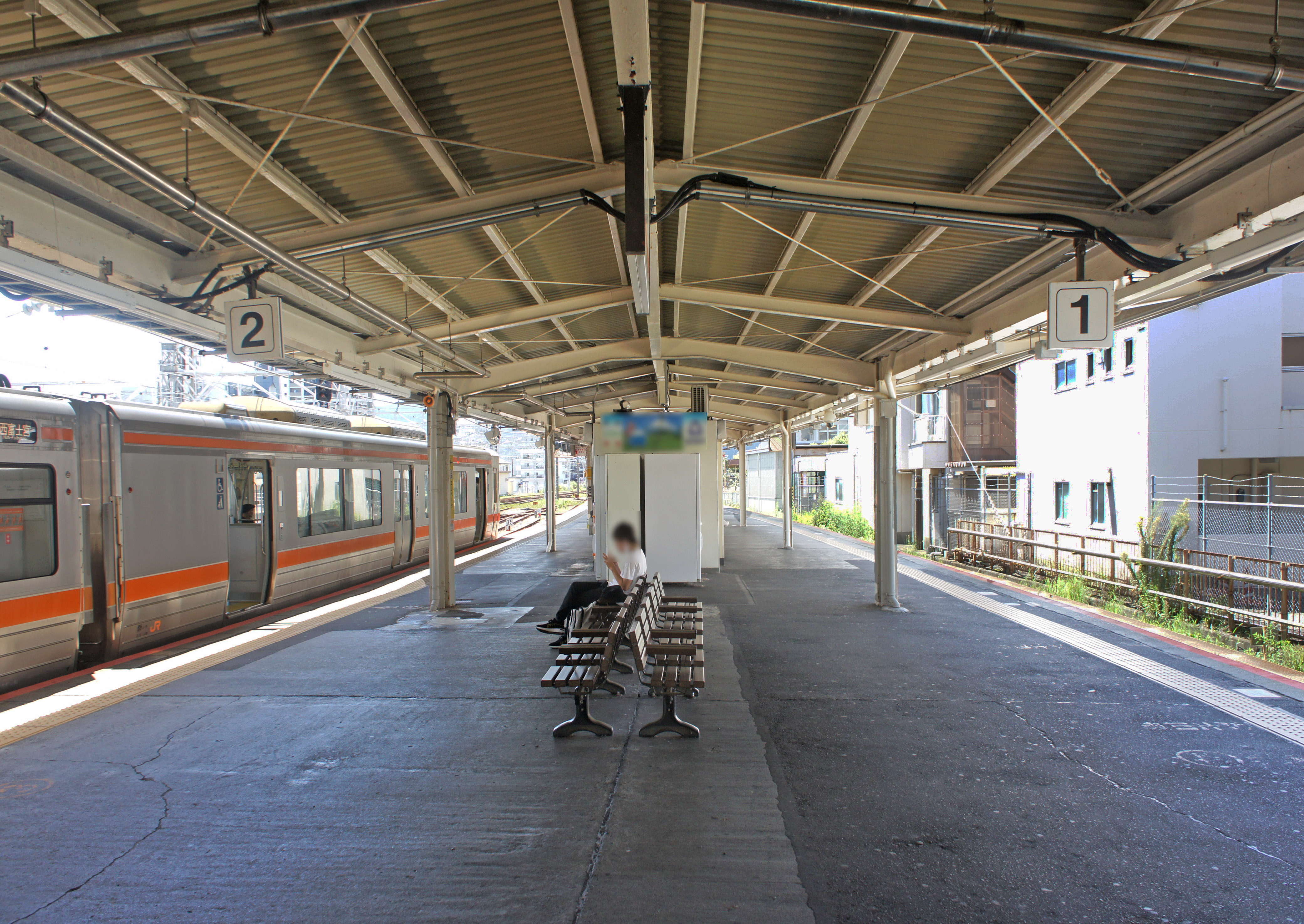
1・2番線ホーム（2022年7月）
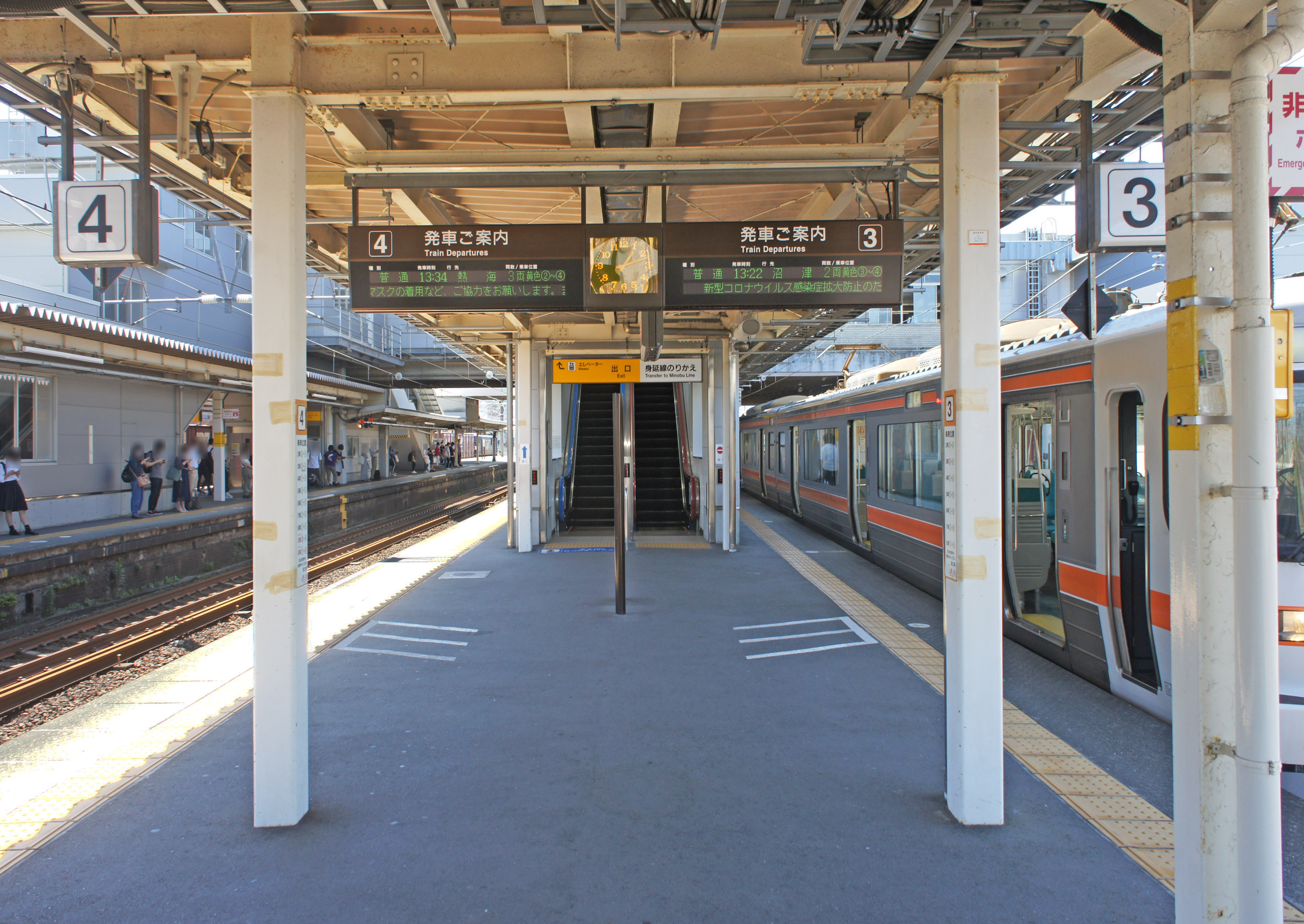
3・4番線ホーム（2022年7月）
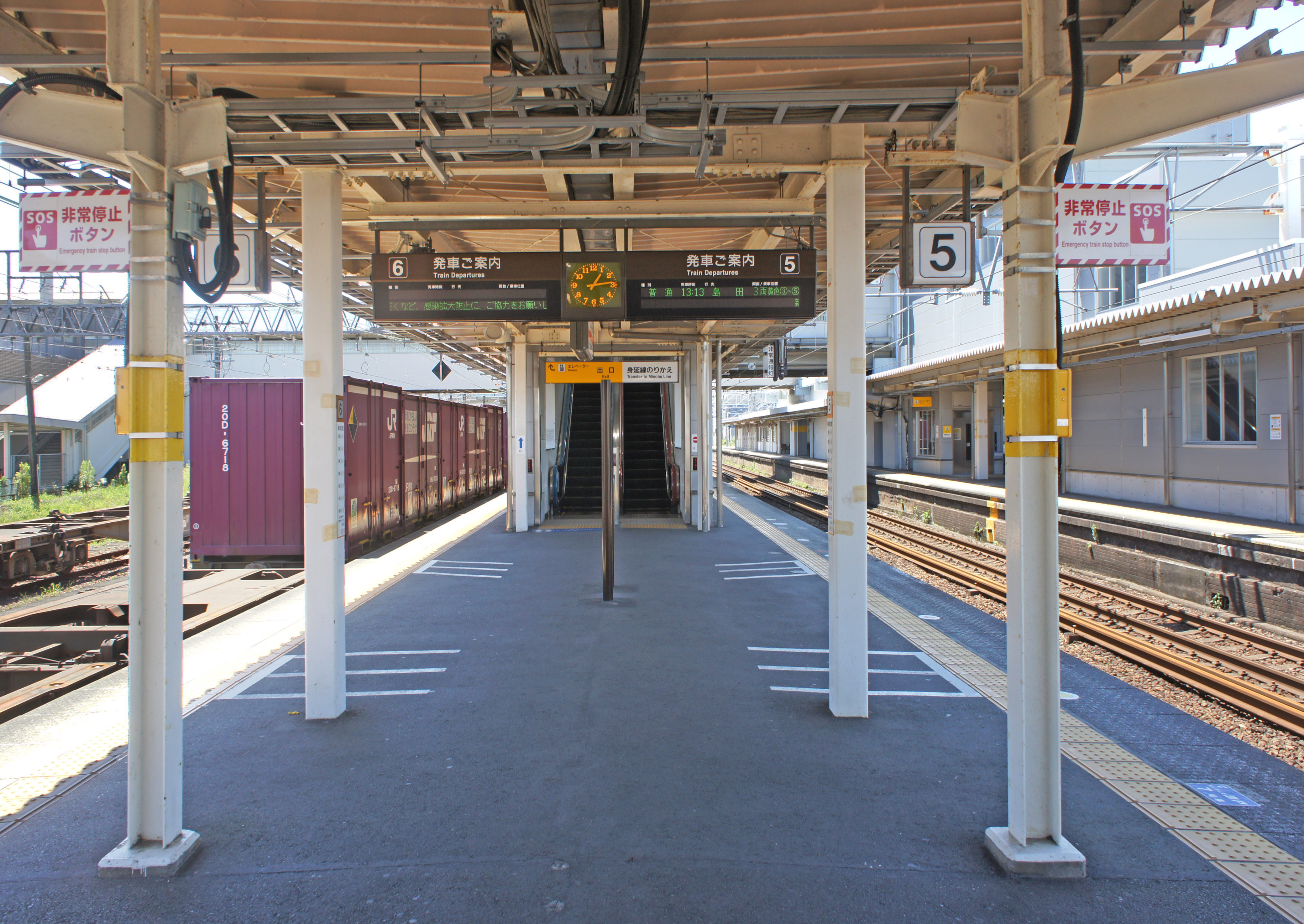
5・6番線ホーム（2022年7月）

## 貨物取扱
2025年現在、富士駅は「コンテナ・車扱取扱駅」となっている。JR貨物の設備として、旅客ホーム北側・駅舎東側に1面2線のコンテナホームがある。いずれのホームも最大だとコンテナ車15両程度の荷役作業が可能である。また2つのホームの間には6本の仕分け線が敷かれている。構内のほぼ全ての番線が電化されているため構内入換はEF210形式電気機関車が担当している。コンテナ貨物は、ホームで荷役を行う12 ftコンテナを取り扱う。近隣に製紙会社の工場が複数あるため、2003年の統計によれば発送品の50 %を紙製品が占める。食品添加物、コーンスターチ、インク、自動車部品、フィルムの発送も行われている。また、産業廃棄物・特別管理産業廃棄物の取扱許可を得ており、それらが入ったコンテナの取り扱いも可能である。
変わったところでは、2015年12月に総合車両製作所から静岡鉄道に納入された静岡鉄道A3000形電車を同コンテナホームで取り卸し、陸送によって長沼駅に隣接する車両工場に搬入している。これは静岡鉄道の最寄の貨物駅である静岡貨物駅が着発線荷役方式を採用している駅の構造上、クレーンによる車両の取り卸しが不可能だったためである。
車扱貨物については定期列車の発着はない。近年まで日本製紙専用線で有蓋車（ワム80000形）やコンテナを用いて紙を発送していたが、2017年以降は使用されていない。下り線側の側線から東に向かって、東芝キヤリア富士事業所へ続く専用線が分岐しており、その途中から日本製紙富士工場へ続く専用線は分岐していた。東芝キヤリア専用線も既に使用されていない。旅客ホーム北にある側線群からそのさらに北にある王子製紙富士工場や大興製紙工場へ、東芝線から田子の浦港に面する旭化成グループの工場群へ、駅の西側にあった住友セメント富士サービスステーションへの専用線も分岐していた。いずれも既に廃止となっている。

### 貨物列車
（2025年6月21日現在）
高速貨物列車
下り列車は1日3本、上り列車は1日1本停車する。列車の行き先は、下りが西浜松駅、名古屋貨物ターミナル駅、百済貨物ターミナル駅・北九州貨物ターミナル駅・福岡貨物ターミナル駅、上りが沼津駅である。

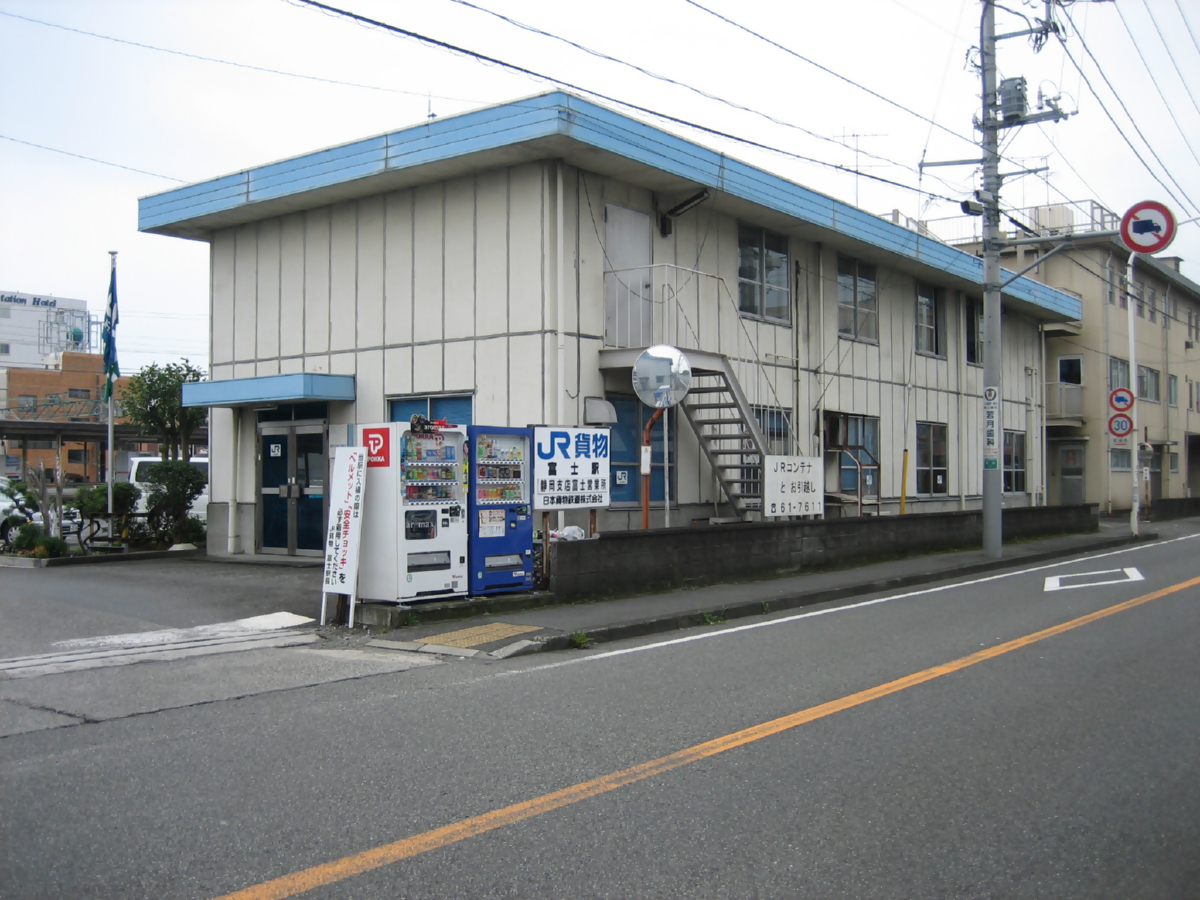
旅客駅舎東側にある事務所（2007年7月）
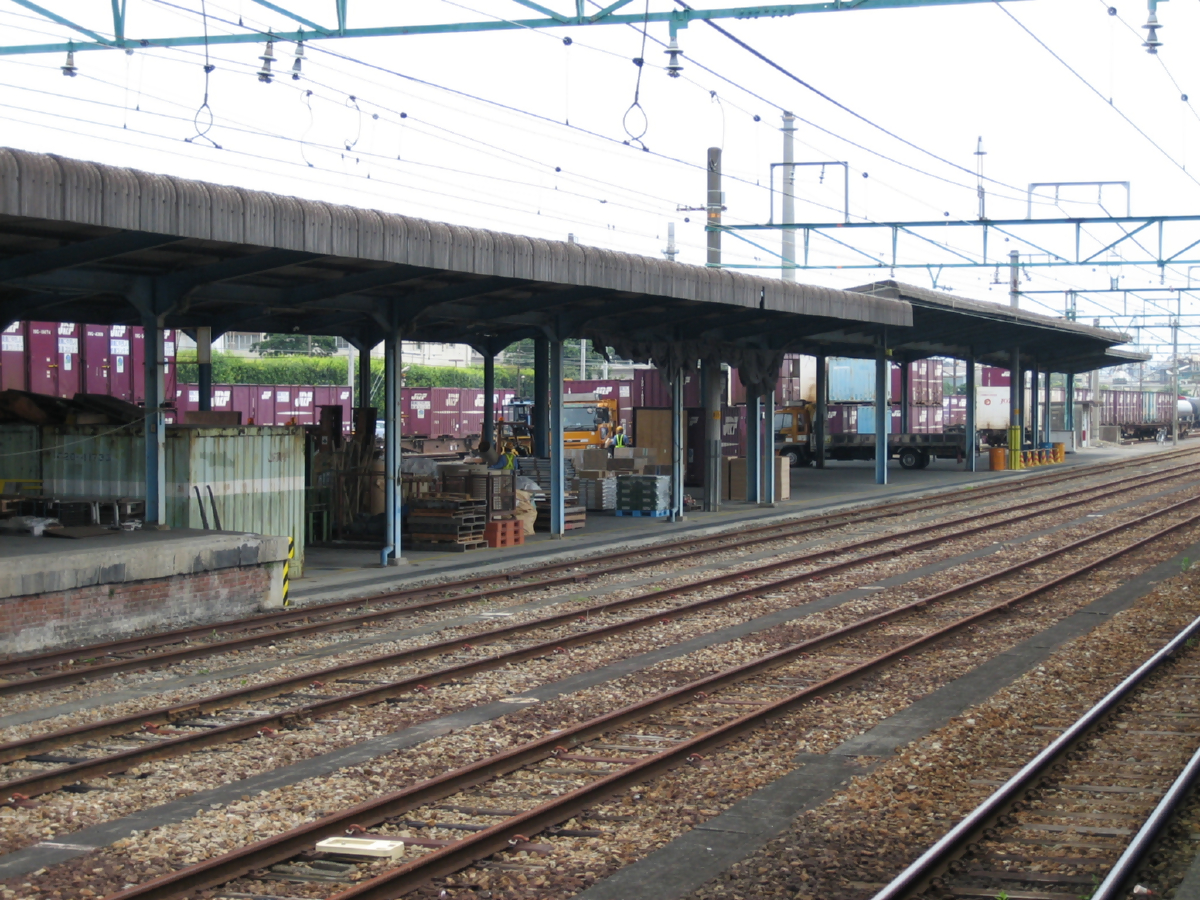
旅客ホーム近くにあるコンテナホーム（2007年7月）
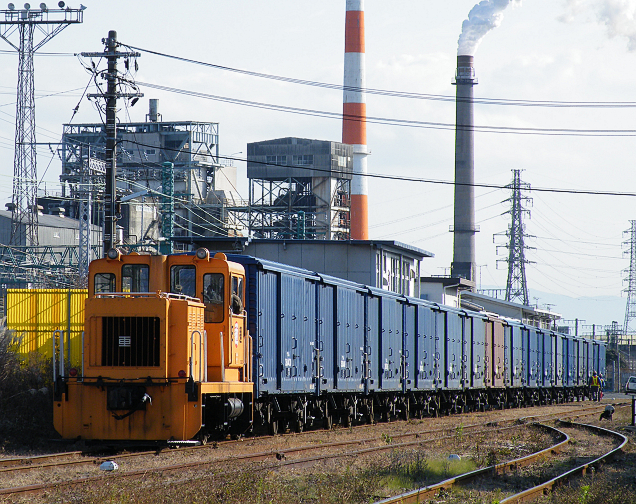
製紙工場へと向かう専用貨物列車（2009年1月）
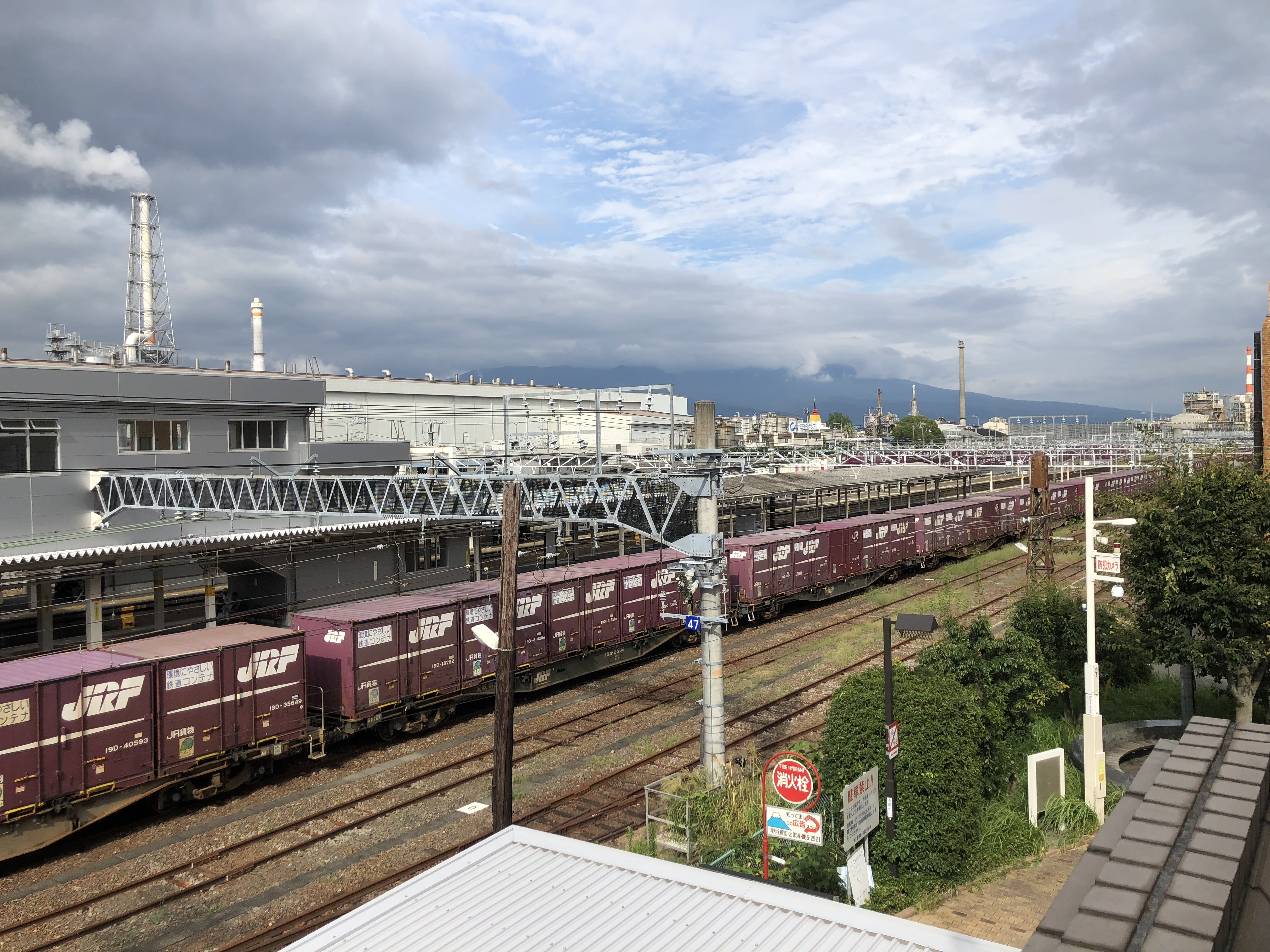
富士駅と貨物列車（奥に富士貨物駅）（2018年9月）

## 駅弁
2017年ごろまでは、主な駅弁として下記を販売していた。
- 駿河ちらし（平日のみ）
- 特選幕の内
- 竹取物語

## 利用状況

### 旅客
JR東海の移動等円滑化取組報告書によると、2023年度（令和5年度）の1日平均乗降人員は14,183人である。
1993年度（平成5年度）以降の推移は以下のとおりである。
| 乗車人員推移       | 乗車人員推移     | 乗車人員推移 |
| 年度               | 1日平均 乗車人員 | 出典         |
| ------------------ | ---------------- | ------------ |
| 1993年（平成05年） | 11,429           | [ * 1 ]      |
| 1994年（平成06年） | 10,859           | [ * 2 ]      |
| 1995年（平成07年） | 12,658           | [ * 3 ]      |
| 1996年（平成08年） | 10,438           | [ * 4 ]      |
| 1997年（平成09年） | 9,935            | [ * 5 ]      |
| 1998年（平成10年） | 9,544            | [ * 6 ]      |
| 1999年（平成11年） | 9,439            | [ * 7 ]      |
| 2000年（平成12年） | 9,280            | [ * 8 ]      |
| 2001年（平成13年） | 9,146            | [ * 9 ]      |
| 2002年（平成14年） | 9,038            | [ * 10 ]     |
| 2003年（平成15年） | 8,952            | [ * 11 ]     |
| 2004年（平成16年） | 8,906            | [ * 12 ]     |
| 2005年（平成17年） | 8,824            | [ * 13 ]     |
| 2006年（平成18年） | 8,838            | [ * 14 ]     |
| 2007年（平成19年） | 8,837            | [ * 15 ]     |
| 2008年（平成20年） | 8,798            | [ * 16 ]     |
| 2009年（平成21年） | 8,508            | [ * 17 ]     |
| 2010年（平成22年） | 8,307            | [ * 18 ]     |
| 2011年（平成23年） | 8,163            | [ * 19 ]     |
| 2012年（平成24年） | 8,084            | [ * 20 ]     |
| 2013年（平成25年） | 8,296            | [ * 21 ]     |
| 2014年（平成26年） | 8,115            | [ * 22 ]     |
| 2015年（平成27年） | 8,269            | [ * 23 ]     |
| 2016年（平成28年） | 8,333            | [ * 24 ]     |
| 2017年（平成29年） | 8,462            | [ * 25 ]     |
| 2018年（平成30年） | 7,989            | [ * 26 ]     |
| 2019年（令和元年） | 7,788            | [ * 27 ]     |
| 2020年（令和02年） | 6,090            | [ * 28 ]     |
| 2021年（令和03年） | 6,264            | [ * 28 ]     |

### 貨物
「富士市統計書」によると、2021年度（令和3年度）の発送貨物は149,893トン（1日平均：500トン）、到着貨物は100,642トン（1日平均：335トン）である。
2011年度（平成23年度）以降の推移は以下のとおりである。
| 貨物輸送推移       | 貨物輸送推移 | 貨物輸送推移 | 貨物輸送推移 | 貨物輸送推移 | 貨物輸送推移         | 貨物輸送推移 |
| 年度               | 発送貨物     | 発送貨物     | 到着貨物     | 到着貨物     | 品目                 | 出典         |
| 年度               | 1日平均      | 年間         | 1日平均      | 年間         | 品目                 | 出典         |
| ------------------ | ------------ | ------------ | ------------ | ------------ | -------------------- | ------------ |
| 2011年（平成23年） | 474          | 167,317      | 246          | 86,684       | コンテナ・紙・パルプ | [ # 2 ]      |
| 2012年（平成24年） | 628          | 217,459      | 261          | 90,372       | コンテナ             | [ # 2 ]      |
| 2013年（平成25年） | 681          | 238,390      | 316          | 110,447      | コンテナ             | [ # 2 ]      |
| 2014年（平成26年） | 631          | 222,809      | 315          | 111,348      | コンテナ             | [ # 2 ]      |
| 2015年（平成27年） | 655          | 232,444      | 299          | 106,010      | コンテナ             | [ # 2 ]      |
| 2016年（平成28年） | 688          | 242,105      | 332          | 116,842      | コンテナ             | [ # 3 ]      |
| 2017年（平成29年） | 698          | 242,189      | 339          | 117,690      | コンテナ             | [ # 3 ]      |
| 2018年（平成30年） | 641          | 225,105      | 402          | 141,035      | コンテナ             | [ # 1 ]      |
| 2019年（令和元年） | 584          | 205,058      | 420          | 147,545      | コンテナ             | [ # 1 ]      |
| 2020年（令和02年） | 439          | 154,180      | 313          | 110,124      | コンテナ             | [ # 1 ]      |
| 2021年（令和03年） | 500          | 149,893      | 335          | 100,642      | コンテナ             | [ # 1 ]      |

## 駅周辺
駅周辺の「富士駅周辺地区」は、富士市の中心市街地の一つとして位置付けられている が、一時の活気から衰退が加速し、比例するように駅の利用者も減少している。（詳しくは富士市の商業や富士市の交通を参照）。
駅の北口側は駅前広場が整備されており、ペデストリアンデッキが設置されている。北口周辺には富士本町商店街が立地するほか、王子製紙と大興製紙の製紙工場が並んでいる。バス停留所（富士駅前バス停）はペデストリアンデッキの下にあり、富士急静岡バスが運行する路線バスが発着している。
南口側も北口側と同様に駅前広場とペデストリアンデッキが整備されている。南口側には東海道新幹線の新富士駅があるが、2kmほど離れている。ペデストリアンデッキの下には富士駅南口バス停があり、高速バスなどが発着する。
駅周辺にある主な施設は以下の通りである。
- 富士本町商店街
- 静岡県富士見中学校・高等学校
- 王子製紙富士工場
- 大興製紙工場
- 東芝キヤリア富士事業所
- 日本製紙富士工場
- 富士市役所富士駅北まちづくりセンター・富士駅南まちづくりセンター
- 富士市役所
- しずてつストア 富士駅南店
- 新富士駅

## バス路線
「富士駅前（富士急静岡バス）」「富士駅（富士市コミュニティバス）」停留所は駅北口側、「富士駅南口」停留所は駅南口側にある。このほか「富士駅（富士急静岡バス）」停留所が駅北口より東側に約400 m離れたところにある（富士市コミュニティバス「成安寺前」停留所と同じ場所に設置）。
特記なき路線は富士急静岡バスが運行。
| のりば     | 運行事業者                 | 系統・行先 | 備考                                                   |
| 富士駅前   | 富士駅前                   | 富士駅前 | 富士駅前                                               |
| ---------- | -------------------------- | --- | ------------------------------------------------------ |
| 1          | 富士急静岡バス             | - S201・S204 快速・S203：吉原中央駅 - S229：富士宮駅 - S212・S214：まちなか循環バス「ぐるっとふじ」右回り - S222：茶の木平 - S223：広見本町 - S213：若松町上 - S233・S234：富士見台団地 - S235：富士見台一丁目 - S224：今宮 - S242：船津 - S71・S72：ぐりんぱ / イエティ - S227：曽比奈 - S228：ふじやまくすのき学園 - 臨時：富士桜自然墓園 | 「S71」「S72」のイエティ行はイエティ開園期間中のみ運行 |
| 2          | 富士急静岡バス             | - S211・S213：まちなか循環バス「ぐるっとふじ」左回り - 臨時：大石寺 - L61 - L64：富士山富士宮口五合目 - 「ひまわりバス」：富士駅循環（赤コース：左回り、青コース：右回り） | 「L61 - L64」は夏期のみ運行                            |
| 富士駅     |                            | |                                                        |
| 2          | 富士市（石川タクシー富士） | - 岩松北地区コミュニティバス「こうめ」：岩本山公園 - 吉原・富士駅北地区コミュニティバス「うるおい」：吉原中央駅 |                                                        |
| 富士駅南口 |                            | |                                                        |
| 3          | 富士急静岡バス             | - S271：新富士駅 - S273：イオンタウン富士南 - 高速 かぐや姫EXPRESS：東京駅日本橋口 |                                                        |
| 3          | 富士市（石川タクシー富士） | - 田子浦地区コミュニティバス「しおかぜ」：新富士駅・田子浦地区方面 - 富士南地区コミュニティバス「みなバス」：富士南地区・新富士駅方面 |                                                        |
| 3          | - 富士急バス - 近鉄バス    | フジヤマライナー：あべのハルカス（天王寺駅） |                                                        |

## その他
- 富士市が構想するデュアル・モード・ビークル (DMV) 導入計画には、新富士駅から当駅を経由し吉原中央駅・岳南電車岳南線方面へ向かう、というものがある[21]。その中では、当駅と新富士駅間の輸送に日本製紙専用線を旅客線として利用するという案がある。
- 2010年3月13日に身延線でも当駅から西富士宮駅までTOICAが利用可能になった。

## 隣の駅
東海旅客鉄道（JR東海）
CA 東海道本線
- 寝台特急「サンライズ瀬戸」「サンライズ出雲」、特急「ふじかわ」、「ホームライナー沼津」「ホームライナー静岡」「ホームライナー浜松」停車駅

■快速（臨時列車扱い、下りのみ運転）
吉原駅 (CA07) → 富士駅 (CA08) → 清水駅 (CA14)
■普通
吉原駅 (CA07) - 富士駅 (CA08) - 富士川駅 (CA09)
CC 身延線
- 特急「ふじかわ」停車駅

■普通
富士駅 (CC00) - 柚木駅 (CC01)

### 記事本文